# Клаустрофобия (фильм)
«Клаустрофобия» (англ. Escape Room) — американский фильм ужасов 2017 года, снятый режиссёром Уиллом Верником. Мировая премьера состоялась 9 июля на Международном кинофестиваль в Сиэтле. В России фильм вышел в прокат 14 сентября.
Слоган — «Пазл должен сложиться любой ценой».

## Сюжет
На день рождения Тайлер получает в подарок от своей девушки Кристен сертификат самого модного развлечения сезона — квеста «Клаустрофобия». Вместе с двумя другими парами они отправляются на выполнение задания, считая это лишь очередным праздничным развлечением. Но каждое новое задание становится всё сложнее, а угроза их жизням всё реальнее. Перед финальным испытанием остаются в живых лишь Тайлер и Кристен. Тайлер пытается убить девушку, но в итоге погибает сам. Кристен открывает дверцу грузовика, в котором она была заперта, затем выходит голой на пустую улицу и находит общественный телефон, с которого она звонит в полицию. Телефон отключается, голос Мастера Игры сообщает ей, что за ней  по-прежнему следят. Кристен падает в обморок.

## В ролях
- Эван Уильямс — Тайлер
- Аннабелл Стивенсон — Наташа
- Элизабет Хауэр — Кристен
- Дэн Дж. Джонсон — Андерсон
- Джон Иерарди — Конрад
- Келли Дэлсон — Табби
- Ирис Чунг — Хэдли
- Даррел Черни — детектив Грат
- Кэти Дайан Томлин — детектив Спелл
- Кали Фредрикс — няня